# Bacia do rio Amazonas

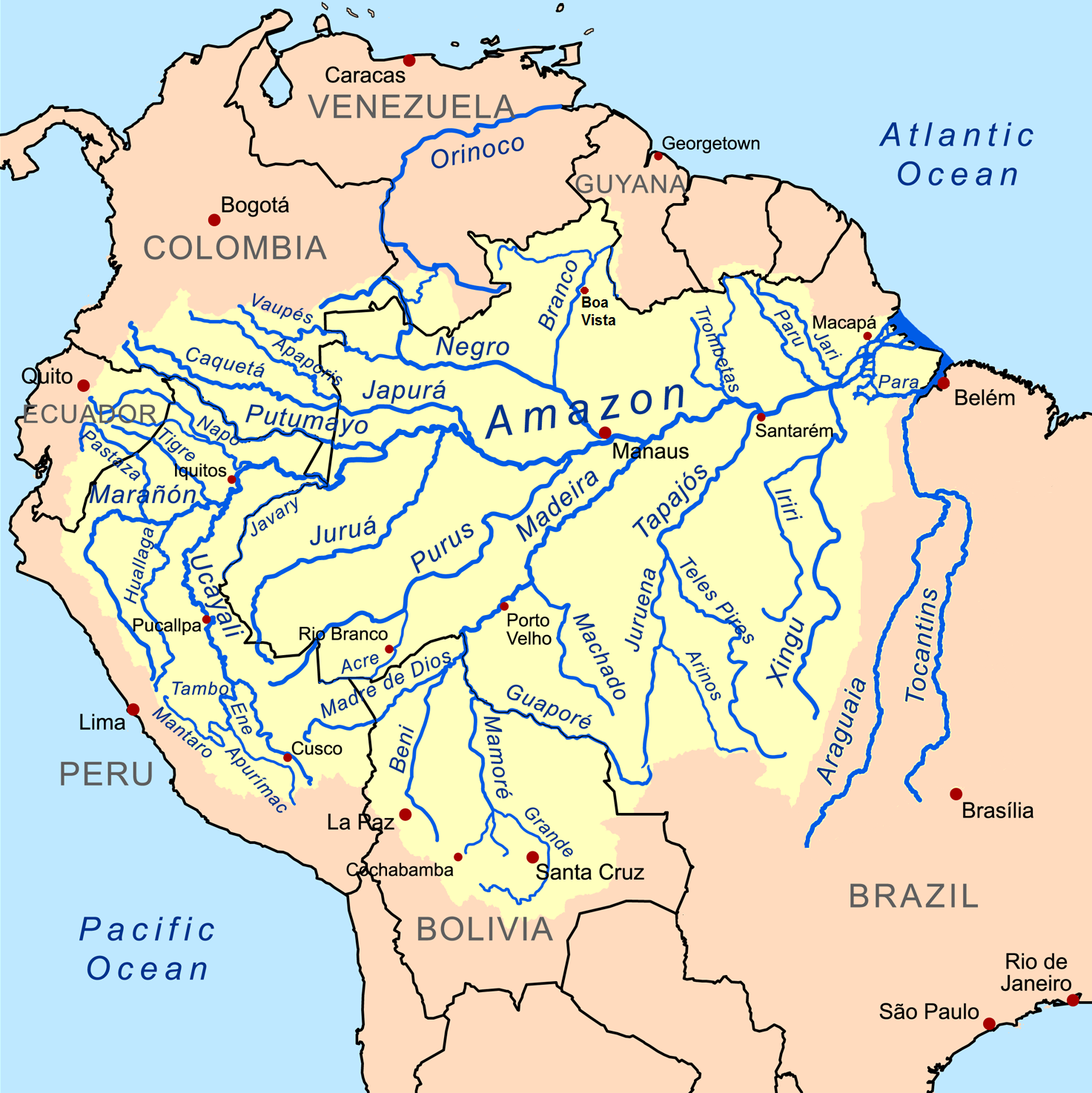
Bacia do rio Amazonas

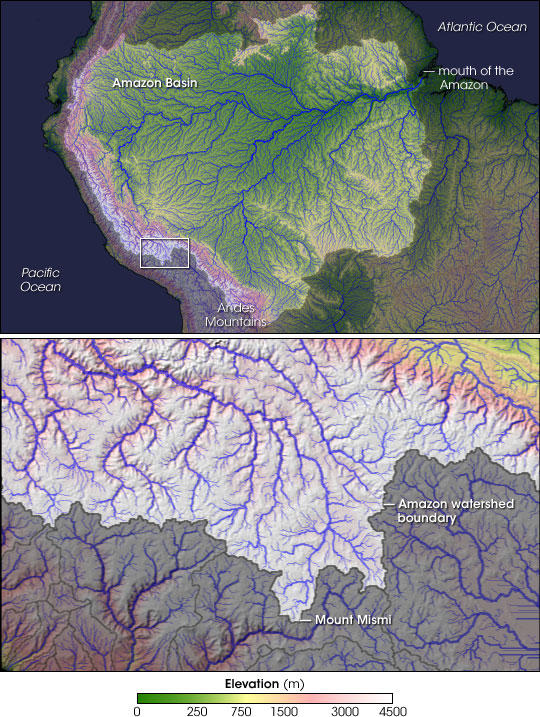
Mapa topográfico da bacia do rio Amazonas

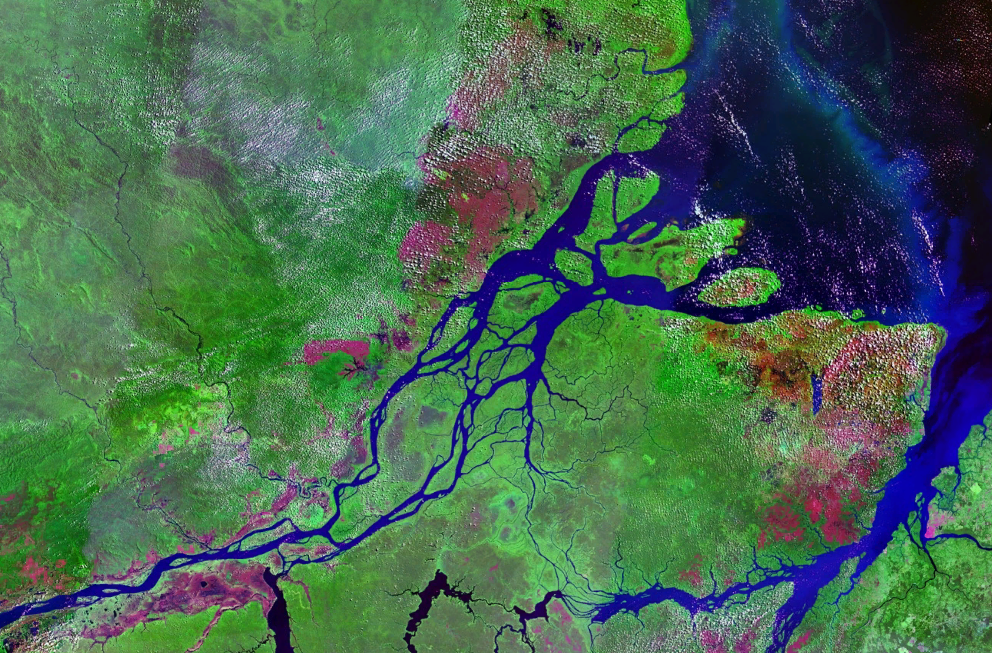
Imagem de satélite do Delta do Rio Amazonas

A bacia do rio Amazonas envolve todo o conjunto de recursos hídricos que convergem para o rio Amazonas. Essa bacia hidrográfica faz parte da região hidrográfica do Amazonas, uma das doze regiões hidrográficas do território brasileiro, que abrange uma área de 7 milhões de quilômetros quadrados; sendo a maior do planeta, com cerca de um quinto do fluxo fluvial, sendo que a água que flui pelos rios amazônicos equivale a 20% da água doce líquida da Terra.
A bacia hidrográfica compreende terras de vários países da América do Sul (Peru, Colômbia, Equador, Venezuela, Guiana, Suriname, Bolívia e Brasil). É a maior bacia de regime misto (pluvial e niveal) do mundo. Sendo regime pluvial, que deriva das águas das chuvas e niveal que deriva do derretimento das geleiras dos Andes. O rio Amazonas tem mais de 7 mil afluentes, e possui 25 mil quilômetros de vias navegáveis. De sua área total, cerca de 3,89 milhões de km² encontram-se no Brasil, ou seja, 45% do país, abrangendo os estados do Acre, Amazonas, Roraima, Rondônia, Mato Grosso, Pará e Amapá.

## Formação do rio Amazonas

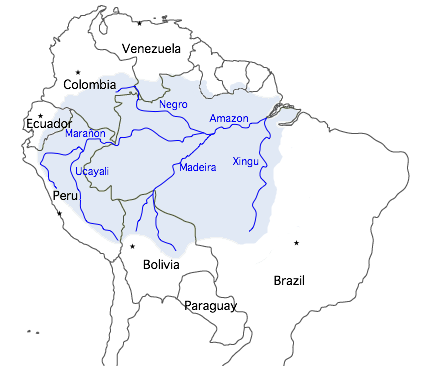
Mapa mostrando o trajeto do rio Amazonas, seus principais afluentes e a área aproximada de sua bacia hidrográfica.

A teoria mais aceita pelos geólogos é de que o rio Amazonas formou-se a partir de um grande golfo, que originalmente se abria ao oceano Pacífico. Com a separação do super continente Pangeia há 130 milhões de anos (particularmente, a quebra do Gondwana, o continente formado após o Pangeia pela junção da África, América do Sul, Antártica, Nova Zelândia, Índia, Arábia e Austrália) o deslocamento da placa americana para oeste gera a formação da cordilheira dos Andes há 65 Ma, esse golfo fechado a oeste, se abre para leste pela captura de drenagem vinda do Atlântico, tendo o grande rio assim se formado (ver teoria das placas tectônicas).
Sua origem explica o fato de o rio Amazonas apresentar inclinação muito pequena. Em todo seu trajeto inclina-se menos de cem metros; num trecho de 3 mil quilômetros em território brasileiro, a inclinação é de apenas 15 metros.
Durante muito tempo, considerou-se a desembocadura do Amazonas na região de Belém. Hoje, o rio que banha a capital paraense (rio Pará) não é considerado como foz do Amazonas, fazendo parte da Bacia Hidrográfica do Tocantins. A foz do Amazonas está no lado ocidental da ilha de Marajó. Isso faz com que a cidade de Macapá seja considerada a única capital banhada pelo rio. O volume d'água despejado pelo rio é tão descomunal que a água do mar é doce por vários quilômetros além da desembocadura. O rio Amazonas descarrega no oceano Atlântico 20% de toda a água doce que chega nos oceanos.
A bacia amazônica é formada pelo rio Amazonas e seus afluentes. Estes estão situados nos dois hemisférios (no hemisfério norte e no hemisfério sul) e, devido a esse fato, o rio Amazonas tem dois períodos de chuvas, pois a época das chuvas é diferente no hemisfério norte e no hemisfério sul.

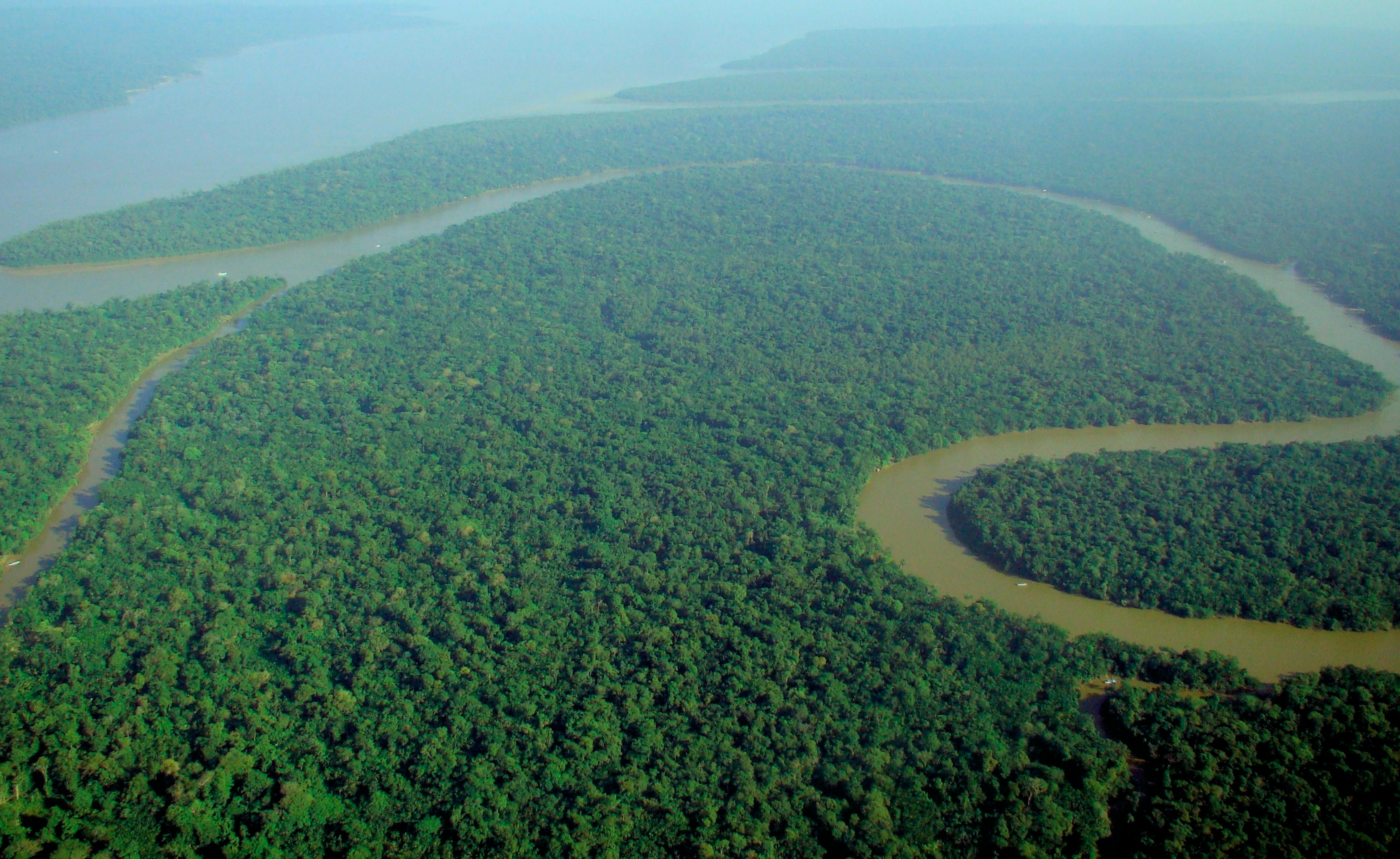
Rio Solimões

O Rio Amazonas nasce na cordilheira dos Andes, no Peru. Possui 6 868 km, sendo que 3 165 km estão em território brasileiro. Sua vazão média é da ordem de 109 000 m³/s e 290 000 m³/s na estação de chuvas. É um rio típico de planície, ele e muitos de seus afluentes são navegáveis, o que é muito importante para a população da Amazônia, que se serve do rio como meio de locomoção.
O rio é divido em três partes:
- ainda nos países andinos, é chamado de rio Marañón
- ao entrar no Brasil, é chamado de rio Solimões
- ao receber as águas do rio Negro passa a ser chamado de rio Amazonas

Seus divisores de águas são:
- Escudo das Guianas, ao norte.
- Andes, a oeste.
- Escudo Brasileiro, ao sul.

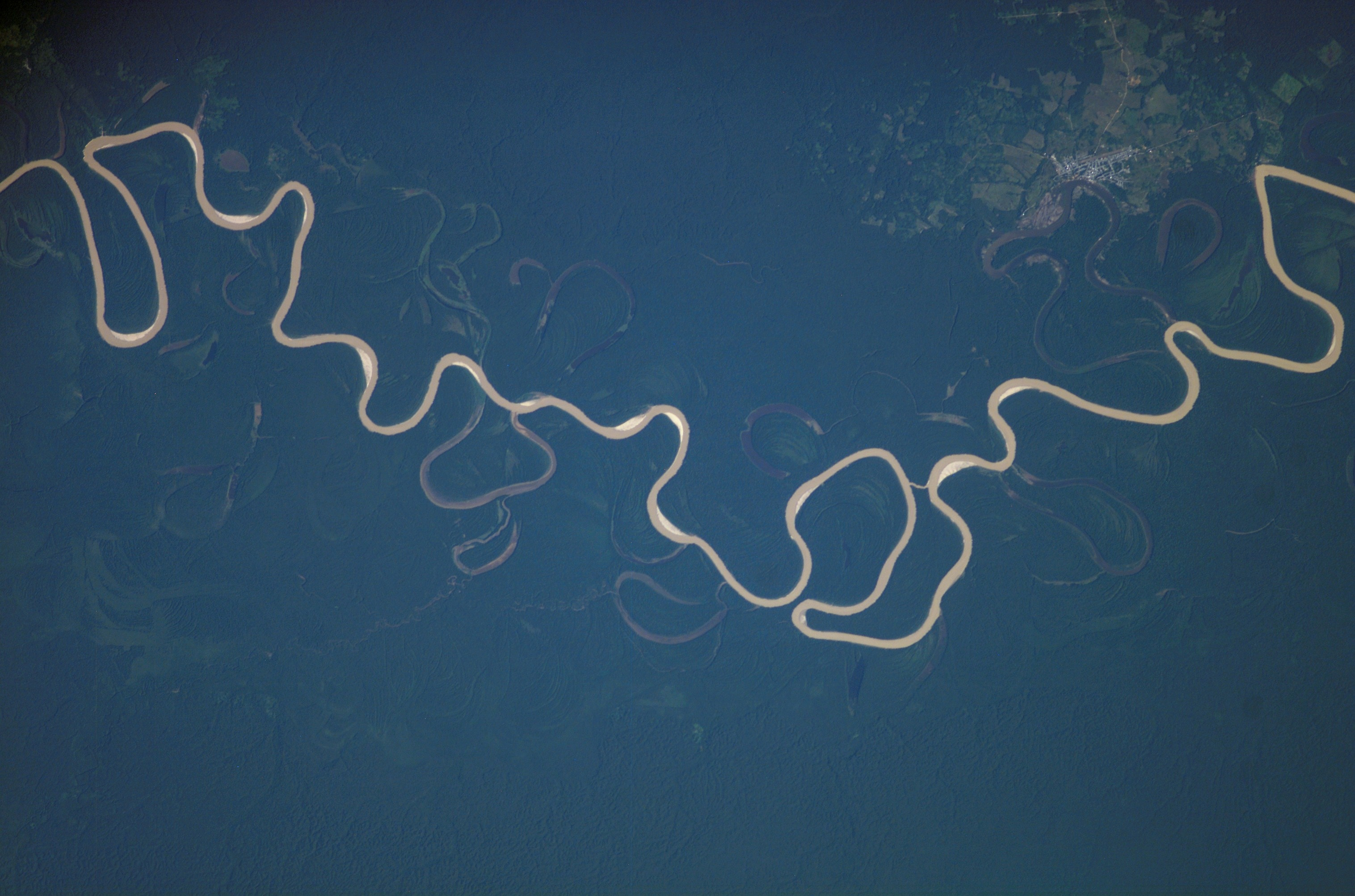
A imagem de satélite mostra o complexo da região hidrográfica do Amazonas, a maior bacia hidrográfica do mundo.

A largura média do rio Amazonas é de aproximadamente cinco quilômetros. Em alguns lugares, de uma margem é impossível ver a margem oposta, por causa da curvatura da superfície terrestre. No ponto onde o rio mais se contrai – o chamado estreito de Óbidos – a largura diminui para 1,5 quilômetro e a profundidade chega a 100 metros.
As terras amazônicas, como se disse, formam uma planície no sentido atual da palavra, ou seja, um território formado pela sedimentação. Ao norte e ao sul essa planície é limitada pelos escudos das Guianas e Brasileiro, respectivamente. Uma divisão elementar das terras da bacia amazônica permite classificá-las em:
- igapó: terras muito próximas aos rios onde está sempre alagado apresentando árvores não muito altas e rica em espécies vegetais;
- várzeas: terras próximas ao rio, que são inundadas pelas enchentes anuais, ou mesmo diariamente;
- terras firmes: nunca são alagadas pelas enchentes.

O ano de 2006 foi o mais seco em 35 anos na bacia amazônica, segundo informações da NASA, que segue a sua evolução pelos satélites. Devido à falta de chuva, rios e lagos secaram ou estiveram próximos de secarem, e as perdas na agricultura foram de milhões de dólares. Muitos povos ficaram incomunicáveis (mais de 40 000 pessoas), devido ao fato de sua única via de comunicação serem os rios da bacia amazônica. Embora o Brasil tenha reduzido o corte de árvores na Amazônia, a maior reserva florestal do mundo perdeu cerca de 9 000 quilômetros quadrados em 2004.

## Pororoca
O encontro de suas águas com as águas do oceano provoca a pororoca (uma grande onda que percorre o rio por várias horas), cujo barulho pode ser ouvido a grande distância.
O fenômeno da Pororoca que ocorre na região Amazônica, principalmente na foz do seu grandioso e mais imponente rio, o Amazonas, é formado pela elevação súbita das águas junto à foz, provocada pelo encontro das marés ou de correntes contrárias, como se estas encontrassem um obstáculo que impedisse seu percurso natural. Quando ultrapassa esse obstáculo, as águas correm rio adentro com uma velocidade de 10 a 15 milhas por hora, subindo uma altura de três a seis metros.
No estado do Amapá, ela ocorre no arquipélago do Bailique, na "boca" do Araguari, no canal do Inferno da Ilha de Maracá em diversas partes insulares e com maior intensidade nos meses de janeiro a maio. É sem dúvida, um dos atrativos turísticos mais expressivos, que embora temível, torna-se um espetáculo admirável por todos. Consta que Vicente Yáñez Pinzón e a sua tripulação presenciaram a Pororoca quando desceram a foz do Rio Amazonas e ficaram surpresos com a grandeza e a beleza ímpar do fenômeno. É sabido que em janeiro de 1500 ela quase destruiu as suas embarcações.
A pororoca prenuncia a enchente. Alguns minutos antes de chegar, há uma calmaria, um momento de silêncio. As aves se aquietam e até o vento parece parar de "soprar". É ela que se aproxima. Os caboclos já sabem e rapidamente procuram um lugar seguro como enseadas ou mesmo os pontos mais profundos dos rios para aportar suas embarcações seguras de qualquer dano, pois a canoa que estiver na "baixa-mar", onde ela bate furiosa e barulhenta, levando árvores das margens, abrindo furos, arranca, vira e leva consigo. Existem várias explicações da causa da Pororoca, porém a principal consiste na mudança das fases da lua, principalmente nos equinócios. com maior propensão da massa líquida dos oceanos, força que na Amazônia é percebida calculadamente a mais de mil quilômetros, e o barulho ensurdecedor ouve-se até com duas horas de antecedência à vinda da "cabeceira" da Pororoca. Quando ela passa formam ondas menores, os "banzeiros", que violentamente morrem nas praias.

### Terras caídas
A força das águas provoca o desprendimento das terras das margens, levando-as para outros lugares ao longo do leito do rio. Esse comportamento é conhecido como o fenômeno das terras caídas.
Este fenômeno é melhor observado na região amazônica especialmente no rio Madeira, devido a velocidade de sua correnteza, este proporciona o melhor local de estudo para este fenômeno.